# Serra de Mucaba
A Serra de Mucaba é uma cadeia montanhosa localizada na província do Uíge, em Angola. A famosa batalha de Mucaba ocorreu nas redondezas dessa elevação.
Faz parte das formações atualmente conhecidas como Bordaduras Planálticas do Congo, que inclui o perímetro das serras do Cusso, Canda, Topo, Quimbunda, Quilombo, Caú, Nezolo, Lêmboa e Bite-Bite. As formações eram, até meados do século XX, designadas por Montes de Cristal.
A Serra de Mucaba separa as bacias dos rios Mebridege e Loge (a oeste) da bacia do Zaire (a leste).
A serra ainda é uma importantíssima região cafeicultora para o país.